# المركز الوطني لتطبيقات الحوسبة الفائقة
المركز الوطني لتطبيقات الحوسبة الفائقة (بالإنجليزية: National Center for Supercomputing Applications أو اختصاراً (NCSA))‏ هو مركز يمثل شراكة اتحادية أمريكية لتطوير وبناء بنية تحتية شبكية على امتداد الدولة بهدف تطوير العلوم والهندسة. ويعمل هذا المركز كوحدة ضمن جامعة إلينوي في أوربانا-شامبين، إلاّ أنه يوفر موارد حاسوبية عالية للباحثين من مختلف أرجاء الولايات المتحدة الأمريكية. حيث يوفر أضخم موارد للحوسبة وتخزين البيانات ومعالجتها. يستفيد من نظم الحوسبة والبيانات التي يوفرها المركز حوالي 1360 عالم ومهندس وطالب ليدعموا أبحاثا ً تغطي 830 مشروعاً.
تمويل المركز الوطني لتطبيقات الحوسبة الفائقة يأتي من مؤسسة العلوم الوطنية NSF، ومن ولاية إلينوي، وجامعة إلينوي، وشركاء تجاريين وصناعيين، فضلاً عن وكالات فدرالية أخرى.واليوم يتعاون المركز مع شركة IBM ضمن منحة من مؤسسة العلوم الوطنية بهدف بناء حاسوب فائق باسم «المياه الزرقاء» Blue Waters، وهو حاسوب فائق supercomputer قادر على القيام بواحد كترليون عملية في الثانية (سرعته واحد بيتافلوب).
حاز المركز على قدر كبير من الشهرة بسبب التطبيقات العديدة التي قدمها والتي كان لها أثر بالغ في تطور الإنترنت، ولعل أشهرها كان ابتكار مستعرض الإنترنت موزايك، وهو أول مستعرض رسومي ينال شعبية، ومثّل البذرة التي طورت على أساسها مستعرضات نتسكيب وإنترنت إكسبلورر.

## وصلات خارجية
- موقع المركز على شبكة الإنترنت